# Vi de palma

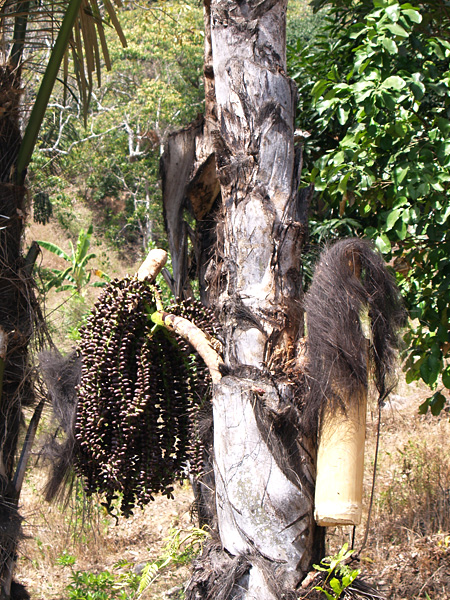
Saba de palmera a Timor oriental.

El vi de palma és una beguda alcohòlica fermentada feta de la saba de diverses espècies de palmeres com per exemple dels gèneres Borassus, i cocoters. Aquest beguda és comuna a diverses parts d'Àsia i Àfrica on es coneix amb diversos noms com són emu i oguro a Nigèria, Nsamba a la República Democràtica del Congo, nsafufuo a Ghana, kallu al sud d'Índia, tuak al nord de Sumatra, Indonèsia, goribon (Rungus) a Sabah, Borneo, i tuba a les Filipines, Borneo i Mèxic. La producció de vi de palma contribueix a l'estatus d'espècie amenaçada d'algunes espècies de palmeres com la xilena Jubaea chilensis. La saba es recull fent una incisió en la palmera, típicament es cull de les inflorescències de les palmeres posant un recipient a sota. La saba és molt ensucrada i se la fa fermentar per transformar el sucre en alcohol. El vi de palma també es pot destil·lar per a fer una beguda alcohòlica de més graduació donant lloc a begudes com l'Arrack.

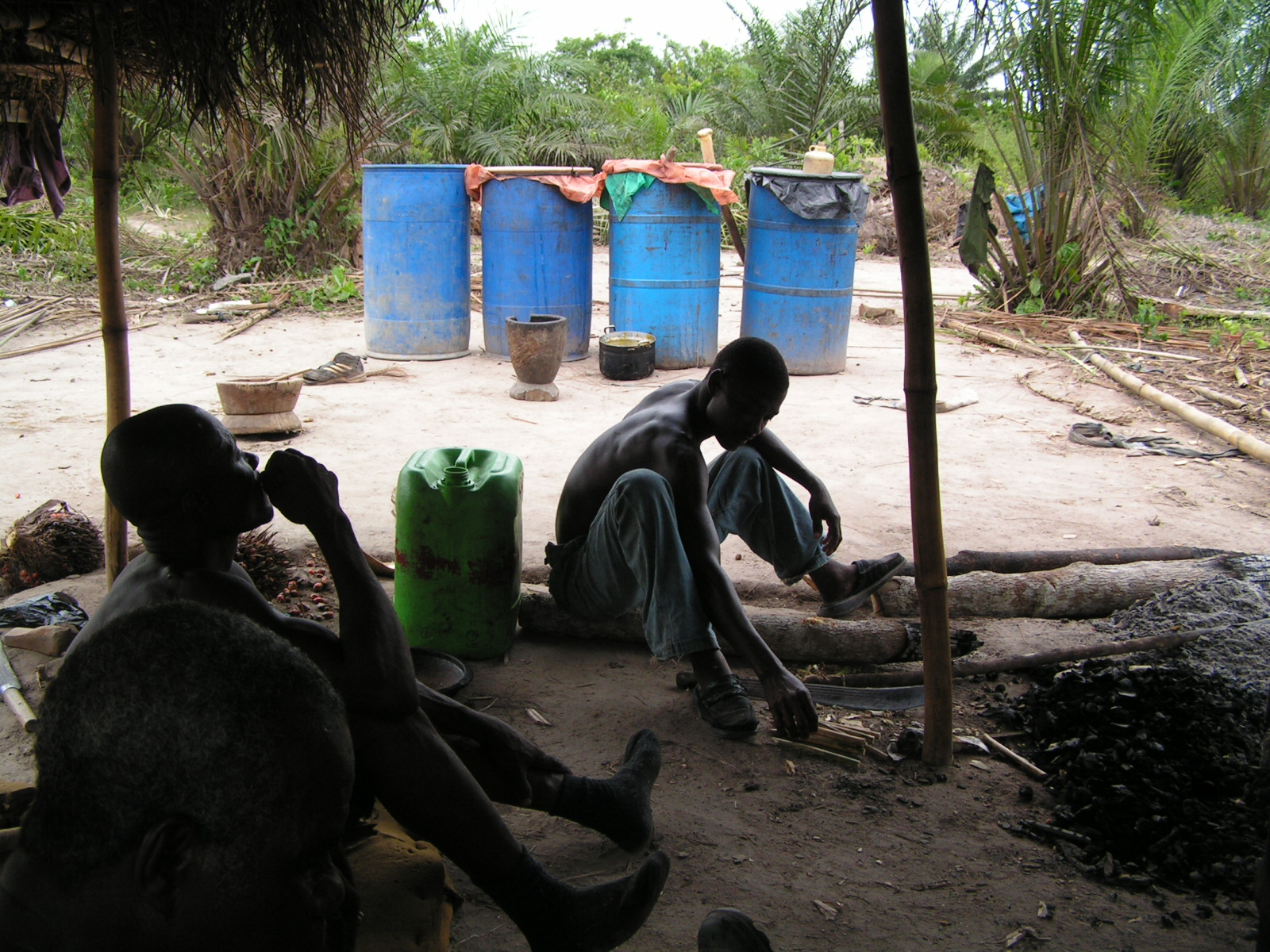
Destil·lació a Burukutu, Ghana.